# Autographa sanasoni
Autographa sanasoni là một loài bướm đêm trong họ Noctuidae.